# Theodore Oesten
Theodore Oesten (Berlín, 31 de desembre de 1813 – 16 de març de 1870) fou un compositor, músic i mestre de música.
Estudià la composició en les classes de la Reial Acadèmia de Berlín; a més, va conèixer diversos instruments, destacant com a pianista. Se li deuen nombroses composicions per a piano, pertanyents a l'anomenada música de saló. El nombre de les que publicà passà de les 400, i algunes d'elles es feren molt populars, i cal citar d'elles, molts rondós, sonatines, la col·lecció Les delícies germàniques, Le Muguet, Rêves d'enfants, etc.